# Autobusna linija br. 267 u Zagrebu
267 (Dubec – Markovo Polje) dnevna je autobusna linija ZET-a, puštena u promet u rujnu 2015. godine. Prometuje svakim danom te povezuje tramvajsko-autobusni terminal Dubec i Sesvete s grobljem Markovo Polje, nedaleko istoimenog naselja. Vozni red usklađen je s radom groblja, pa se tako u zimskim mjesecima ukidaju kasniji polasci, dok se isti vraćaju u ljetnim mjesecima. 

## Trasa
U Dupcu, polazište linije 267 je peron broj 6, koji dijeli s linijom 280 (Dubec – Šimunčevec). Do svoga odredišta u Markovom Polju, još prolazi kroz Sesvete i Dobrodol. Okretište u Markovom Polju nalazi se uz sjeveroistočni rub groblja.
Do okretišta Dubec prometuju tramvajske linije 4 (Savski most – Dubec) i 11 (Črnomerec – Dubec). Od ostalih autobusnih linija koje prometuju iz Dupca, ruta linije 267 najviše se poklapa s rutama autobusa: 261 (Dubec – Goranec), 262 (Dubec – Planina Donja), 263 (Dubec – Kašina – Planina Gornja) i 280 (Dubec – Šimunčevec).

## Vrste vozila na liniji
Na liniji 267 uobičajeno voze solo autobusi bez zglobova. To su najčešće autobusi: Iveco Urbanway te stariji i noviji tipovi autobusa MAN Lion's City.
U vrijeme pred blagdan Svih svetih javlja se potreba za većim kapacitetom linije. Linija se pojačava gušćim voznim redom i disponiranjem zglobnih autobusa koji imaju dvostruko veći kapacitet od solo autobusa.
- autobus Iveco Urbanway
- stariji tip autobusa MAN Lion's City
- noviji tip autobusa MAN Lion's City

## Vanjske poveznice
- Vozni red linije 267